# 1619 w sztukach plastycznych
Wydarzenia w sztukach plastycznych i wizualnych w 1619 roku.

## Malarstwo

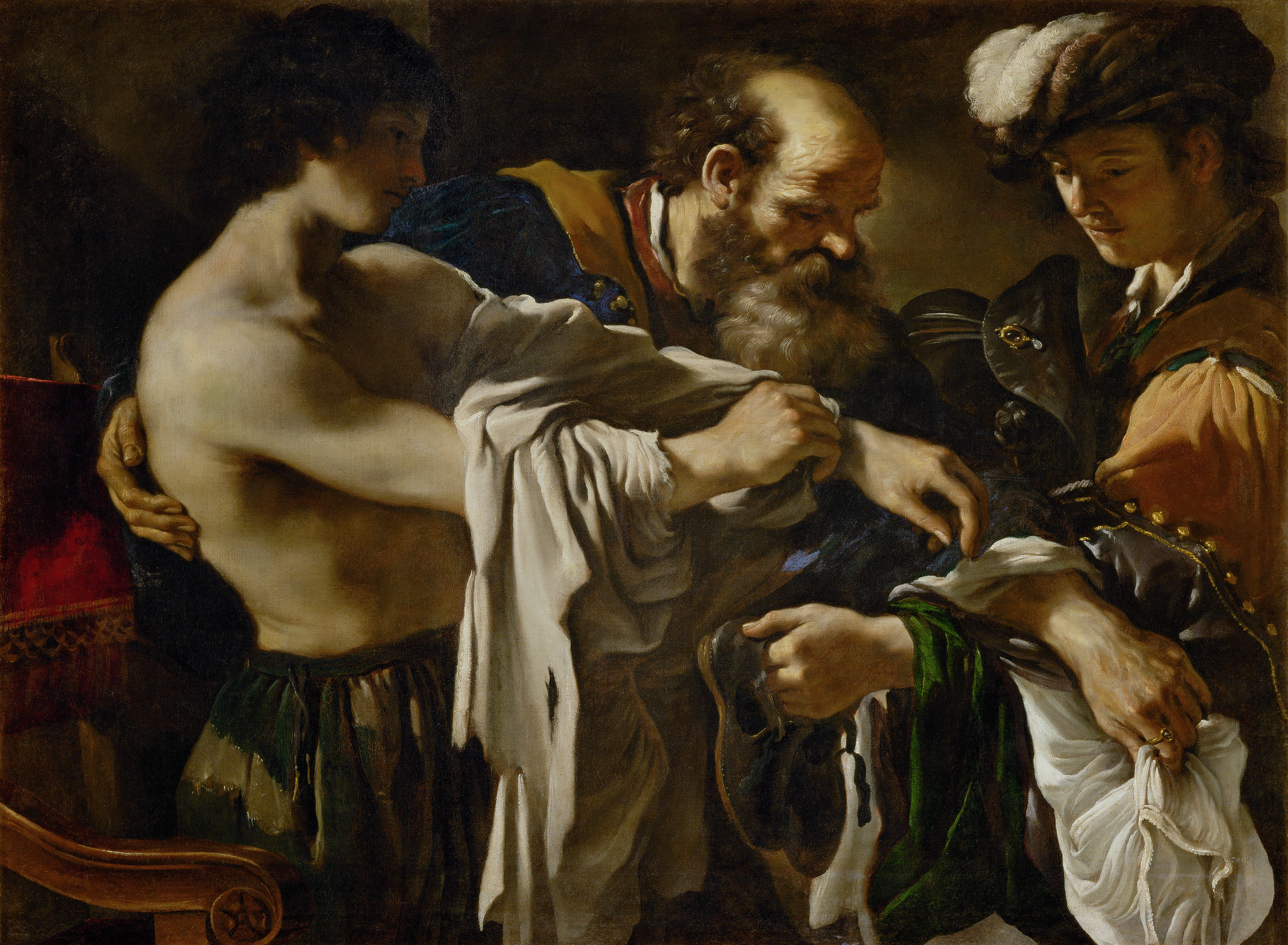
Guercino Powrót syna marnotrawnego

- Guercino

Powrót syna marnotrawnego – olej na płótnie, 107 x 143,5 cm

## Urodzeni
- 24 lutego[a] – Charles Le Brun (zm. 1690), francuski malarz barokowy, architekt[2]

## Zmarli
- 13 listopada – Ludovico Carracci (ur. 1555), włoski malarz barokowy[3]